# 冠力國際
中國管業集團有限公司(港交所：0380)在1949年成立，並在2000年於香港交易所主版上市，由曾氏家族創立，是香港最早成立建材（主要為喉管及管件）的貿易及分銷公司。前身為「世貿彬記集團有限公司」和「冠力國際有限公司」。
其業務銷售管道、空調、工務、消防、渠務等，在香港零售建築材料其中最大之一。包括地鐵、九廣鐵路、香港房屋委員會、渠務署等；至於倉務方面，則有產品為成衣等。而最近集團被Maxable International Enterprises Limited（由榮文怡女士擁有）收購後，榮文怡女士則委任集團董事會主席，而曾仲賢先生則退任董事會主席及執行董事，公司則更名為「中國管業集團有限公司」。2021年6月28日，公司英文名稱由「Softpower International Limited」改為「China Pipe Group Limited」，中文名稱由「冠力国际有限公司」改為「中国管业集团有限公司」。

## 外部連結
- chinapipegroup.com （页面存档备份，存于）

1. ↑  . 新浪財經. 2021-06-23. （原始内容存档于2021-08-15）.